# All In (2025)
All In (2025) (commercialisé sous le nom de All In: Texas) est un Pay-per-view de catch (lutte professionnelle) produit par la promotion américaine All Elite Wrestling. L'événement a eu lieu le 12 juillet 2025 au Globe Life Field à Arlington (Texas). Il s'agit de la 3e édition de All In.

## Production
À la base, All In était un Pay-per-view de catch professionnel indépendant produit en septembre 2018 par l'Elite en collaboration avec la Ring of Honor qui a conservé les droits. Cet évènement a été inspiré pour la création de la structure américaine All Elite Wrestling. Après le rachat de la Ring of Honor par Tony Khan en 2022, la All Elite Wrestling a fait renaître le Pay-per-view durant les années 2023 et 2024, dont les deux premières éditions se sont déroulées au Wembley Stadium à Londres (Royaume-Uni),,. 
Le 15 août 2024, la compagnie annonce que la 3e édition du Pay-per-view aura lieu le 12 juillet 2025 au Globe Life Field à Arlington (Texas).

## Contexte
Les spectacles de la All Elite Wrestling (AEW) sont constitués de matchs aux résultats prédéterminés par les scénaristes de la compagnie. Ces rencontres sont justifiées par des storylines – une rivalité entre catcheurs, la plupart du temps – ou par des qualifications survenues dans les shows de la AEW, tels que Dynamite et Collision. Tous les catcheurs possèdent un gimmick, c'est-à-dire qu'ils incarnent un personnage gentil (Face) ou méchant (Heel), qui évolue au fil des rencontres. Un événement comme All In est donc un événement tournant pour les différentes storylines en cours.

## Tableau des matchs
| Ordre par numéros | Résultat | Stipulation(s) | Temps |
| --- | --- | --- | ----- |
| 1P | The Sons of Texas (Dustin Rhodes et Sammy Guevara) et The Von Erichs (Marshall et Ross) (avec Kevin Von Erich) battent Shane Taylor Promotions (Shane Taylor, Lee Moriarty, Carlie Bravo et Capt. Shawn Dean) (avec Anthony Ogogo), | 8-Man Tag Team match | 7:15  |
| 2P | Big Boom A.J. et The Conglomeration (Hologram, Kyle O'Reilly et Tomohiro Ishii) (avec Big Justice et The Rizzler) battent The Don Callis Family (Hechicero, Lance Archer, Rocky Romero et Trent Beretta),                           | 8-Man Tag Team match | 12:45 |
| 3P | FTR (Cash Wheeler et Dax Harwood) (avec Stokely Hathaway) bat The Outrunners (Truth Magnum et Turbo Floyd), | Tag Team match | 16:10 |
| 4 | The Opps (Samoa Joe, Katsuyori Shibata et Powerhouse Hobbs) (c) bat Death Riders (Claudio Castagnoli, Wheeler Yuta et Gabe Kidd),                                                                                                   | Trios match pour les AEW World Trios Championship | 14:10 |
| 5 | MJF bat Roderick Strong, Mark Briscoe, Anthony Bowens, Bandido, Brody King, Josh Alexander, Juice Robinson, Kōnosuke Takeshita, Kōta Ibushi, Kyle O'Reilly, Max Caster, Místico, Ricochet et The Beast Mortos,                      | Men's Casino Gauntlet match Le gagnant remportera un contrat qui lui permettra d'avoir un match pour le AEW World Championship à tout moment. | 34:55 |
| 6 | Dustin Rhodes bat Daniel Garcia (avec "Daddy Magic" Matt Menard"), Kyle Fletcher et Sammy Guevara, | 4-Way match pour le AEW TNT Championship vacant, | 15:45 |
| 7 | Will Ospreay et Swerve Strickland battent The Young Bucks (Matthew et Nicholas Jackson), | Tag Team match Si Will Ospreay et Swerve Strickland gagnent, leurs adversaires ne seront plus vice-présidents exécutifs de la compagnie. En revanche, si les Young Bucks gagnent, leurs opposants ne seront pas aspirants no 1 au AEW World Championship pendant un an. | 26:20 |
| 8 | Athena bat Mina Shirakawa, Alex Windsor, Julia Hart, Kris Statlander, Megan Bayne, Queen Aminata, Syuri, Tay Melo, Thekla, Thunder Rosa et Willow Nightingale,                                                                      | Women's Casino Gauntlet match La gagnante remportera un contrat qui lui permettra d'avoir un match pour le AEW Women's World Championship à tout moment. | 27:00 |
| 9 | The Hurt Syndicate (Bobby Lashley et Shelton Benjamin) (c) (avec MVP et MJF) bat The Patriarchy (Christian Cage et Nick Wayne) (avec Kip Sabian et Mother Wayne) et JetSpeed (Kevin Knight et Mike Bailey),                         | 3-Way Tag Team match pour les AEW World Tag Team Championship | 19:10 |
| 10 | "Timeless" Toni Storm (c) (avec Luther) bat Mercedes Moné, | Match simple pour le AEW Women's World Championship | 24:10 |
| 11 | Kazuchika Okada (champion Continental) (avec Don Callis) bat Kenny Omega (champion International) (avec Kōta Ibushi), | Winner Takes All match Le gagnant deviendra le premier AEW Unified Champion. | 30:30 |
| 12 | "Hangman" Adam Page bat Jon Moxley (c) (avec Marina Shafir) par soumission, | Texas Death match pour le AEW World Championship | 35:55 |
| La lettre C placée entre parenthèses désigne la personne ou l’équipe championne en titre. P – indique que le match a eu lieu lors du pré-show | | |       |